# Mairie Sinzig
Die Mairie Sinzig war eine Verwaltungseinheit im Kanton Remagen, einer von neun Kantonen im Arrondissement Bonn im Rhein-Mosel-Département. Nach der französischen Besetzung des Rheinlandes wurde das Amt Sinzig-Remagen aufgelöst und eine neue Verwaltungsstruktur geschaffen. Die Mairie Sinzig war in den Jahren 1798 bis 1814 Teil der Ersten Französischen Republik (1799–1804) und danach des Ersten Französischen Kaiserreichs (1804–1814).

## Geschichte
Bis 1797 unterstand das besetzte Land der Militärverwaltung, die Beschlagnahmungen und Einquartierungen vornahm. Danach wurde eine Zivilverwaltung unter dem Generalkommissar Joseph Lakanal in Mainz errichtet, die folgende Verwaltungshierarchie schuf: Departement – Arrondissement – Kanton – Mairie. Die Mairie Sinzig setzte sich aus fünf Gemeinden zusammen: Franken, Koisdorf, Löhndorf, Sinzig und Westum. 1801 wurde im Friede von Lunéville das französisch besetzte Rheinland völkerrechtlich verbindlich abgetreten.

## Statistik
Die Mairie Sinzig bestand 1808 aus „506 Häuser, (9 Mühlen), 2551 Seelen und 2013 Hektaren“. Der Maire (Bürgermeister) war Johann Peter Weckbecker, seine Stellvertreter die Herren Baumeister und Vogel. Sinzig war mit 1081 Einwohnern der größte Ort der Mairie. In Statistiken von 1808 bis 1812 werden noch folgende Wohnplätze genannt: Ahrenthal, Beulerhof, Godenhaus, Harbachsmühle, Hombüchel, Pfannenschopp, Schupperhof, Stadtmühle und Vehn.